# وزارة العدل (أندورا)
وزارة الشؤون الاجتماعية والعدل والداخلية في أندورا (بالكتلونيَّة:Ministeri de Justícia i Interior d'Andorra) مسؤولة عن الرعاية الاجتماعية والحماية والتوظيف والعمل. تهدف الوزارة إلى ضمان الأمن الداخلي للمواطنين وأصولهم، والأحوال المدنية، وتنظيم سياسة الهجرة والاندماج لضمان التماسك الاجتماعي، ومكافحة الجريمة، والتعاون الدولي في المسائل القضائية والشرطية، وحماية السكان من الكوارث.

## قائمة الوزراء

### وزير العدل والداخلية
- جوردي جيتار فيسينت[1] (2001-2005)

- جوزيب ماريا كابانيس[2] (2005-2007)
- أنتوني ريبرايغوا[1] (2007-2009)

### وزير الداخلية
- فيكتور ناودي زامورا[2] (2009-2011)

### وزير العدل والداخلية
- مارك فيلا إي أميغو[2] (2011-2013)
- كزافييه إسبوت زامورا[1] (2014-2017)

### وزير الشؤون الاجتماعية والعدل والداخلية
- كزافييه إسبوت زامورا[3] (2017 إلى الوقت الحاضر)

## أنظر أيضا
- سياسة أندورا
- وزارة المالية (أندورا)